# Bajkowizna
Bajkowizna – osada w Polsce położona w województwie łódzkim, w powiecie radomszczańskim, w gminie Radomsko.
W latach 1975–1998 osada administracyjnie należała do województwa piotrkowskiego.